# Elecciones provinciales de La Pampa de 2023
Las elecciones provinciales de La Pampa de 2023 se llevaron a cabo el 14 de mayo de 2023, donde se eligieron al gobernador y vicegobernador y a los 30 escaños de la Cámara de Diputados provincial. En diciembre de 2022 el Tribunal Electoral de La Pampa oficializó las seis alianzas electorales que competirán en las elecciones para gobernador y las ocho que competirán para diputados provinciales.

## Reglas electorales

### Elecciones PASO
Las elecciones provinciales pampeanas de 2019 fueron las primeras en las que se empleó el sistema de elecciones Primarias, Abiertas, Simultáneas y Obligatorias (PASO), instaurado en 2009 y al que La Pampa accedía por primera vez para cargos provinciales y municipales. Bajo esta modalidad a nivel nacional y en varias provincias, los precandidatos de cada partido deben primero competir en las PASO y superar una barrera electoral, para después competir en las elecciones generales. Del mismo modo, las alianzas podrían emplear las PASO para dirimir internas en cuanto a las candidaturas, siendo candidato aquel que resultara más votado dentro de un partido o alianza que superara la barrera electoral.
Sin embargo, el sistema de PASO empleado en La Pampa sería diferente. No se aplicaría el sufragio obligatorio para los ciudadanos, y la elección no sería obligatoria para todas las listas presentadas, sino solo para aquellas que declararan no haber podido dirimir sus candidaturas de otro modo. Del mismo modo, las primarias no serían completamente abiertas, con cuartos oscuros separados para las distintas alianzas y pudiendo votar solo los ciudadanos independientes y los afiliados a un partido dentro de determinada alianza, pero no los afiliados a un partido de otra alianza. Debido a estas diferencias, los candidatos no tendrían que cruzar ningún umbral electoral para pasar directamente a las elecciones generales.

### Elecciones generales
Los comicios se realizaron bajo la constitución provincial aprobada el 6 de octubre de 1960 con las reformas implementadas en la convención constituyente de 1994. La misma establece las normativas para la realización de las elecciones provinciales. A nivel provincial se deben elegir los siguientes cargos:
- Gobernador y vicegobernador elegidos en fórmula única por simple mayoría de votos para un mandato de cuatro años, con posibilidad de una sola reelección inmediata.
- Un poder legislativo unicameral compuesto por una Cámara de Diputados de 30 escaños, elegidos mediante representación proporcional por listas con todo el territorio provincial como único distrito electoral. Los diputados se asignan entre las listas que hayan superado un 3% en votos con respecto al padrón electoral general. En caso de un empate entre dos listas, se procederá a un sorteo organizado por la autoridad electoral competente para dirimir cual de las dos listas obtiene un escaño extra.[4]

Del mismo modo, todos los municipios que componen la provincia cuentan con un intendente electo que ejercer el poder ejecutivo local, y un Consejo Deliberante a cargo del poder legislativo, los cuales son elegidos bajo el mismo sistema electoral que los cargos provinciales.

## Elecciones primarias

### Provinciales

Resultado de las elecciones primarias gubernativas de la Alianza Juntos por el Cambio por departamento.
Berhongaray
Maquieyra

Resultado de las elecciones primarias gubernativas de la Alianza Juntos por el Cambio por localidad.
Berhongaray
Maquieyra

Las elecciones primarias se llevaron a cabo el 12 de febrero de 2023, siendo la alianza electoral Juntos por el Cambio la única que decidió resolver la disputa de su candidatura gubernativa en las elecciones PASO, presentando dos listas para gobernador provincial.
|  | 56,36 % |

|  | 43,64 % |

|  | 87,45 % |

|  | 11,86 % |

|  | 0,68 % |

|  | 100 % |

### Municipales
El Frente Justicialista Pampeano presentó listas internas en los municipios de Arata, Maisonnave, Rancul, Doblas, Caleufú y Quehué, mientras que Juntos por el Cambio lo hizo en Santa Rosa, General Pico, Sarah, Miguel Cané, Colonia 25 de Mayo, Ingeniero Luiggi y Toay.

## Candidatos
| Logo                                                                                              | Logo                                                                     | Partido/Coalición                            | Candidato a gobernador                | Candidato a gobernador                | Candidata a vicegobernadora | Candidata a vicegobernadora |
| ------------------------------------------------------------------------------------------------- | ------------------------------------------------------------------------ | -------------------------------------------- | ------------------------------------- | ------------------------------------- | --------------------------- | --------------------------- |
|                                                                                                   |                                                                          | Frente Justicialista Pampeano                |                                       | Sergio Ziliotto                       |                             | Alicia Mayoral              |
| - Gobernador de La Pampa (2019-presente) - Diputado nacional (2015-2019)                          | - Gobernador de La Pampa (2019-presente) - Diputado nacional (2015-2019) | Frente Justicialista Pampeano                | - Diputada provincial (2019-presente) | - Diputada provincial (2019-presente) |                             |                             |
|                                                                                                   |                                                                          | Juntos por el Cambio La Pampa                |                                       | Martín Berhongaray                    |                             | Patricia Testa              |
| - Diputado nacional (2019-presente)                                                               | - Diputado nacional (2019-presente)                                      | Juntos por el Cambio La Pampa                | - Diputada Provincial (2015-2019)     | - Diputada Provincial (2015-2019)     |                             |                             |
|                                                                                                   |                                                                          | Comunidad Organizada                         |                                       | Juan Carlos Tierno                    |                             | Viviana Winschel            |
| - Ministro de Seguridad de La Pampa (2015-2018, 2003-2006) - Intendente de Santa Rosa (2007-2008) |                                                                          | Comunidad Organizada                         |                                       |                                       |                             |                             |
|                                                                                                   |                                                                          | Frente de Izquierda y de Trabajadores-Unidad |                                       | Luciano González                      |                             | Sofía Mercedes Fernández    |
|                                                                                                   |                                                                          | Frente de Izquierda y de Trabajadores-Unidad |                                       |                                       |                             |                             |
|                                                                                                   | Logo Mofepa                                                              | Movimiento Federalista Pampeano              |                                       | Héctor Fazzini                        |                             | Sonia Analía Wisner         |
|                                                                                                   |                                                                          | Movimiento Federalista Pampeano              |                                       |                                       |                             |                             |
|                                                                                                   | Desde el pie La Pampa                                                    | Partido Desde el Pie                         |                                       | Claudio Alejandro Acosta              |                             | María Laura González        |
|                                                                                                   |                                                                          | Partido Desde el Pie                         |                                       |                                       |                             |                             |

## Encuestas de opinión
| Fecha                      | Encuestadora            | Muestra |       |       |      |      | Otros | Blanco | Indecisos | Ventaja |
| -------------------------- | ----------------------- | ------- | ----- | ----- | ---- | ---- | ----- | ------ | --------- | ------- |
| Fecha                      | Encuestadora            | Muestra |       |       |      |      | Otros | Blanco | Indecisos | Ventaja |
| 5 - 9 de mayo de 2023      | CB Consultora           | 804     | 49,3  | 27,6  | 9,8  | 1,3  | 1,3   | 2,9    | 7,7       | 21,7    |
| Abril de 2023              | Mide                    | 1.689   | 39,4  | 35,2  | 6,1  | 1,1  | 3     | -      | 15,2      | 4,2     |
| 22 - 28 de febrero de 2023 | Hugo Haime & Asociados  | 1.000   | 46,1  | 24,5  | 12   | 7,5  | 3,3   | -      | 6,6       | 21,6    |
| 15 - 19 de febrero de 2023 | Catapulta               | 580     | 51,8  | 19,3  | 11,2 | 1,8  | 3,0   | 3,1    | 9,8       | 32,5    |
|                            |                         |         |       |       |      |      |       |        |           |         |
| 14 de noviembre de 2021    | Elecciones legislativas | -       | 42,39 | 48,01 | -    | 4,32 | 7,31  | 1,71   | -         | 5,62    |

## Resultados

### Gobernador y vicegobernador

Resultado de las elecciones provinciales por localidad.
Ziliotto
Berhongaray

|  | 47,66 % |

|  | 42,10 % |

|  | 6,82 % |

|  | 1,39 % |

|  | 1,05 % |

|  | 0,97 % |

|  | 92,54 % |

|  | 6,20 % |

|  | 1,25 % |

|  | 73,93 % |

|  | 100 % |

### Cámara de Diputados
|  | 45,61 % |

|  | 42,07 % |

|  | 6,28 % |

|  | 1,72 % |

|  | 1.44 % |

|  | 1,09 % |

|  | 1,02 % |

|  | 0,76 % |

|  | 92,62 % |

|  | 6,02 % |

|  | 1,36 % |

|  | 73,93 % |

|  | 100 % |

## Elecciones municipales

Partido vencedor por cada municipio o comisión de fomento:
Frente Justicialista
Juntos por el Cambio
Comunidad Organizada
Vecinalismo

Los 61 municipios y las 18 comisiones de fomento de la provincia renovaron autoridades municipales. La única comuna, Casa de Piedra, no realizó elecciones.
El resultado fue parejo entre las dos principales fuerzas, que se repartieron casi la totalidad de las localidades, dejando tres a la tercera fuerza y cinco a distintos partidos vecinales.
|                 |                                       | Elecciones en Municipios | Elecciones en Municipios | Elecciones en Municipios | Elecciones en Comisiones de Fomento | Elecciones en Comisiones de Fomento | Elecciones en Comisiones de Fomento |                                  |
| Partido/Alianza | Partido/Alianza                       | Candidatos presentados   | Municipios obtenidos     | Municipios obtenidos     | Candidatos presentados              | Comisiones de Fomento ganadas       | Comisiones de Fomento ganadas       | Principales municipios obtenidos |
| --------------- | ------------------------------------- | ------------------------ | ------------------------ | ------------------------ | ----------------------------------- | ----------------------------------- | ----------------------------------- | -------------------------------- |
|                 | Frente Justicialista La Pampa         | 60                       | 28                       | 28/61                    | 14                                  | 12                                  | 12/18                               | Santa Rosa, General Pico         |
|                 | Juntos por el Cambio La Pampa         | 52                       | 27                       | 27/61                    | 10                                  | 4                                   | 4/18                                | General Acha                     |
|                 | Comunidad Organizada                  | 8                        | 3                        | 3/61                     | 3                                   | 0                                   | 0/18                                | Catriló                          |
|                 | Victorica Electoral y Programática    | 1                        | 1                        | 1/61                     | 0                                   | -                                   | -                                   | Victorica                        |
|                 | Todos por Coronel Hilario Lagos       | 1                        | 1                        | 1/61                     | 0                                   | -                                   | -                                   | Coronel Hilario Lagos            |
|                 | Unión por Monte Nievas                | 1                        | 1                        | 1/61                     | 0                                   | -                                   | -                                   | Monte Nievas                     |
|                 | Quetrequén Somos Todos                | 0                        | -                        | -                        | 1                                   | 1                                   | 1/18                                | Quetrequén                       |
|                 | Junta Vecinal Falucho                 | 0                        | -                        | -                        | 1                                   | 1                                   | 1/18                                | Falucho                          |
|                 | Frente de Izquierda y de Trabajadores | 2                        | 0                        |                          | 0                                   | -                                   | -                                   |                                  |
|                 | Partido Libertario                    | 2                        | 0                        |                          | 0                                   | -                                   | -                                   |                                  |
|                 | Desde el Pie                          | 2                        | 0                        |                          | 0                                   | -                                   | -                                   |                                  |
|                 | Movimiento Federalista Pampeano       | 1                        | 0                        |                          | 0                                   | -                                   | -                                   |                                  |
|                 | Movimiento Popular Veinticinqueño     | 1                        | 0                        |                          | 0                                   | -                                   | -                                   |                                  |
|                 | Punto de Unión Doblense               | 1                        | 0                        |                          | 0                                   | -                                   | -                                   |                                  |
|                 | Unión Vecinal del Pueblo              | 1                        | 0                        |                          | 0                                   | -                                   | -                                   |                                  |